# Macuspana (gmina)

Położenie gminy Macuspana na mapie stanu Tabasco

Macuspana – gmina meksykańskiego stanu Tabasco, położona w jego środkowej części, której północny kraniec jest w odległości około 75 kilometrów od wybrzeża Zatoki Meksykańskiej. Jest jedną z 17 gmin w tym stanie. Siedzibą władz gminy jest miasto Macuspana. Nazwa gminy pochodzi od słów w języku nahuatl „Macui-chpana”, oznaczające miejsce gdzie jest czysto (pozamiatane i posprzątane).
Ludność gminy Macuspana w 2005 roku liczyła 142 945 mieszkańców, co czyniło ją piątą, pod względem liczebności, gminą w stanie Tabasco.

## Geografia gminy
Gmina jest gminą graniczną ze stanem Chiapas (od południa). Powierzchnia gminy wynosi 2551,70 km², co daje około 10% powierzchni stanu, czyniąc ją trzecią pod względem wielkości gminą w stanie Tabasco. Obszar gminy jest równinny (często bagnisty), a położenie w odległości kilkudziesięciu kilometrów od Zatoki Meksykańskiej sprawia, że wyniesienie powierzchni ponad poziom morza wynosi średnio tylko 10 m. Jednak na południu zaznaczają się wzniesienia, które w Chapas przechodzą w góry.
Przez terytorium gminy przepływają rzeki Usumacinta i Grijalva a na jego północnej części znajduje się kilkanaście dużych jezior z których najważniejszymi są: La Mixteca, Ramón Grande, Medellín, Sarlat, La Sombra i Chilapa. Ponadto teren gminy w dużej części pokryty jest lasami, które mają charakter lasów deszczowych.
Klimat jest ciepły, ze średnią roczną temperaturą wynoszącą 23,6 °C oraz z niewielką roczną amplitudą, gdyż średnia temperatura najcieplejszego miesiąca (czerwiec) wynosi 30,1 °C, podczas gdy średnia temperatura najchłodniejszego (styczeń) wynosi 21,2 °C. Wiatry znad Morza Karaibskiego oraz znad Zatoki Meksykańskiej przynoszą bardzo dużą masę wilgotnego powietrza, które przed wejściem w wyżej położone tereny stanu Chiapas uwalnia wodę powodując gwałtowne opady (głównie w lecie) czyniąc klimat bardzo wilgotnym ze średniorocznym opadem na poziomie 3 186 mm.

## Gospodarka
Głównymi obszarami aktywności zawodowej są rolnictwo, hodowla i rybołówstwo (39,1%) z produkcją kukurydzy i fasolą, oraz przemysł paliwowy (25,6%) (koncern Pemex) oraz turystyka i handel (31,2%).
Atrakcjami turystycznymi gminy są m.in. udostępnione od 1999 roku jaskinie z bardzo bogatymi utworami krasowymi oraz kąpielisko z krystaliczną wodą wypływającą spod ziemi i spływającą w postaci kaskad po olbrzymich głazach nazywane Wodospadem Białej Wody (Cascada Agua Blanca).